# Tercera Guerra Mitridàtica
La Tercera Guerra Mitridàtica va ser un conflicte armat entre la República Romana i el Regne del Pont entre els anys 73 i 72 aC.
L'any 74 aC va morir el rei Nicomedes IV de Bitínia sense hereus i va deixar el regne a Roma. Mitridates VI Eupator del Pont va al·legar que la reina Nisa, l'esposa de Nicomedes IV, tenia un fill legítim, i en suport d'aquest fill va envair el país i va ocupar el regne annexionant la costa fins a Heraclea del Pont, deixant només sense ocupar la península de Calcedònia on van arribar milers de refugiats que fugien dels pòntics. Mitridates disposava d'un exèrcit de 120.000 infants ben entrenats, de 16.000 cavallers i un centenar de carruatges escites. Tenia també milers d'auxiliars de les tribus dels calibis, aqueans, armenis, escites i sàrmates. La flota de Mitridates tornava a ser poderosa i dominava la mar.
Els consols romans Marc Aureli Cotta i Luci Licini Lucul·le es van preparar per fer-li front. Cotta va poder presentar batalla a les portes de Calcedònia, però va ser greument derrotat per terra i mar i es va haver de tancar darrere les muralles de la ciutat.
Mitridates inicialment el va assetjar però després va canviar d'idea i va marxar contra Cízic que va assetjar per terra i mar; els enginys de setge, dirigits per Nicònides, eren innovadors i els van utilitzar hàbilment. Però Lucul·le, que venia de Frígia en suport de Cotta, va agafar una avantatjosa posició prop del camp de Mitridates i li va impedir rebre subministraments per terra quedant dependent dels subministraments per mar. Els atacs dels pòntics a la ciutat van fallar i quan la gana va afectar les tropes, el rei va haver d'abandonar el setge, l'any 73 aC. Lucul·le va atacar i destruir una part de l'exèrcit, i la resta es va retirar per la costa patint contínuament els atacs de Lucul·le i va tenir fortes baixes quan van creuar els rius Aesepus i Granicus.
El rei va marxar per mar a Parium on va reunir noves forces; va deixar part de la seva flota sota el comandament de Vari (Varius) per mantenir posicions a l'Hel·lespont i la mar Egea, i es va retirar amb la resta, en direcció a Perint, que va atacar sense èxit i després cap a Nicomèdia però l'exèrcit roma de Cotta que havia rebut reforços de Lucul·le dirigits per Luci Valeri Triari i Voconi Barba li va tallar el pas. Triari i Voconi Barba havien ocupat Prúsies i Nicea i estaven disposats a assetjar al mateix Mitridates a Nicomèdia. Mentrestant la flota de Vari va ser derrotada a Ténedos, i per seguretat va abandonar la zona i es va dirigir per mar al Pont; durant el viatge una violenta tempesta li va fer perdre uns quants vaixells i es va haver d'escapar en la galera lleugera d'un capità pirata. Va capturar per sorpresa la ciutat d'Heraclea del Pont, que s'havia declarat neutral, i que va haver d'acceptar guarnició pòntica. Després va retornar a Sinope.
Destruït el seu exèrcit ara no tenia medis per oposar-se a l'avanç dels romans de Lucul·le però va desplegar altre cop la seva energia inesgotable i va aixecar un altre exèrcit i encara que va deixar la zona costanera oberta als romans, es va fer fort a l'interior, amb seu a Cabira on progressivament va anar rebent tropes de tots els districtes. Va demanar ajut al seu fill Macares del Bòsfor i al seu cunyat Tigranes II d'Armènia. Mentre Lucul·le va assetjar sense èxit Amisos i a la primavera del 72 aC va abandonar la zona per anar cap a l'interior i es va situar en posició oposada a Cabira. Com que Mitridates tenia millor cavalleria Lucul·le va evitar la batalla a la plana i durant un temps es va lliurar una guerra estratègica entre les dues parts per tallar-se l'una a l'altra els subministraments. Finalment els romans van destruir un fort destacament reial i Mitridates va decidir abandonar el seu camp cap a una altra posició, però aquesta orde es va interpretar com una derrota i una fugida i el seu exèrcit en pànic es va dispersar i Lucul·le va poder fàcilment eliminar a nombrosos grups de soldats que s'havien separat.
Mitridates es va poder escapar d'un avalot en el qual va estar a punt de caure en mans dels romans. Per dissuadir als seus perseguidors va tirar monedes o objectes valuosos al seu darrere que els romans es van entretenir a agafar. Mitridates va arribar sa i estalvi a Comana on va poder reunir 2.000 cavallers. Lucul·le el perseguia i Mitridates va enviar al seu fidel eunuc Bacquides a matar a les seves dones i germanes que havia deixat a Farnàcia, i ell mateix va fugir cap a Armènia (finals del 72 aC). Mitridates es va establir com a rei a Panticapea, la capital del Bòsfor on acabaria mort l'any 63 aC.